# Don't Get Mad Get Money
Don't Get Mad Get Money è il secondo album da solista di Fredro Starr, cantante degli Onyx. È stato pubblicato il 20 maggio 2003 dalla Riviera Records.

## Tracce
1. Man Up (ft. Dirty, Get-inz & X1)
2. Dangerous
3. California Girls (ft. Dirty, Get-inz)
4. Rambo
5. Finer Thing
6. Just Like That
7. YO Mike (skit)
8. Funtime
9. All Out (ft X1 , Sticky Fingaz & Begetz)
10. Timberlands
11. Where's The Love
12. Don't Get Mad Get Money (ft. X1)
13. Reaper's Anthem (torque)
14. California Girls (remix)